# K2-288 Bb
K2-288 Bb (également connue sous la désignation EPIC 210693462 b) est une exoplanète de type super-Terre ou mini-Neptune orbitant dans la zone habitable de son étoile, K2-288 B. L'étoile est une naine rouge de faible masse, composante secondaire d'un système stellaire binaire situé dans la constellation du Taureau à environ 226 années-lumière de la Terre,,. Elle a été découverte par des scientifiques citoyens par l’analyse de données de la mission K2 du télescope spatial Kepler. La découverte a été annoncée le 7 janvier 2019,. K2-288 est le troisième système planétaire en transit identifié par le programme Exoplanet Explorers, après les six planètes du système K2-138 et les trois planètes de K2-233.

## Découverte
K2-288 a été observée par le télescope spatial Kepler lors de la campagne no 4 de sa mission secondaire (K2), qui s'est déroulée d'avril à septembre 2015. Un groupe d'astronomes a examiné ses données pour tenter de trouver des exoplanètes en transit. Cependant, en raison de la perte de stabilité de la sonde Kepler faisant suite à la panne de deux volants d'inertie, le début de chaque campagne a fait l'objet d'erreurs systématiques importantes, et ces quelques jours de collecte de données ont été ignorés par l’équipe de chercheurs. Pour le système K2-288, ils n'ont trouvé que deux transits dans les données restantes, pas assez pour retenir l'attention et motiver des études plus approfondies. En conséquence, ce système stellaire a été mis de côté et l'équipe a consacré son énergie à l'étude de candidats plus convaincants. Après la première analyse, la même équipe a utilisé de meilleures méthodes pour modéliser la correction des erreurs systématiques causées par K2 et a retraité toutes les données de la campagne n°4 qu'elle possédait. Cependant, au lieu de tout revoir par eux-mêmes à l'œil nu, ils ont décidé de télécharger en avril 2017 leurs contenus sur le serveur du nouveau projet Exoplanet Explorers du site de sciences participatives Zooniverse. Parmi d'autres systèmes comme K2-138, des scientifiques citoyens ont également repéré trois transits de la naine rouge EPIC 210693462. Plusieurs volontaires ont entamé une longue discussion sur le système, concluant qu'avec les données de transit et les paramètres stellaires actuels, la planète candidate était très similaire en taille et en température à la Terre. Cela attira l'attention de l'équipe originale d'astronomes et d'un autre membre du centre Goddard de la NASA, qui trouva de façon indépendante les trois transits au même moment, ce qui provoqua la mise en place de nouvelles observations. Le groupe, dirigé par Adina Feinstein, a commencé par obtenir les spectres de l'étoile à l'aide de l'observatoire Keck d’Hawaï et ils ont constaté l'existence d'une étoile secondaire. Cela signifiait qu'il était possible que la deuxième étoile crée le signal de transit et que le compagnon ne soit pas en réalité une vraie planète. Cependant, l’équipe a conclu qu’il était beaucoup plus probable qu’il s’agisse d’une exoplanète et non d’un faux positif. Ils ont utilisé les données de Kepler, ainsi qu'un transit observé par le télescope spatial Spitzer, pour déterminer autour de laquelle des deux étoiles tournait la planète. Les observations et la modélisation ont suggéré que les données de transit confirmaient plutôt un modèle où la planète transiterait autour de la plus petite des étoiles. L'équipe a ensuite pu calculer le rayon, l'orbite et la température de la planète et a annoncé ses résultats à la 233e réunion de l'Union américaine d'astronomie à Seattle aux États-Unis le 7 janvier 2019.

## Caractéristiques

### Masse, rayon et température
K2-288Bb est inhabituelle en ce sens qu'elle possède un rayon que l’on ne rencontre généralement pas chez la plupart des exoplanètes. À 1,90 R⊕, elle se situe dans la zone nommée « fossé de Fulton » comprise entre 1,5 et 2,0 R⊕. C'est la gamme de tailles où les super-Terres rocheuses commencent à accumuler d'épaisses couches volatiles et se transforment en mini-Neptunes. Les planètes au centre de cet intervalle sont rares et, en tant que telles, on connait peu de choses à leur sujet. K2-288Bb pourrait être soit un mini-Neptune à basse densité comme GJ 9827 d, soit une grande super-Terre rocheuse comme LHS 1140 b. Sa masse est actuellement inconnue et nécessiterait des études complémentaires pour être déterminée en utilisant par exemple la méthode des vitesses radiales. Compte tenu de sa taille, l'atmosphère de K2-288Bb subit probablement actuellement une évolution ou une érosion. La planète est également en orbite autour de la zone habitable de son étoile hôte K2-288B, où les températures sont idéales pour qu’une planète maintienne de l’eau liquide dans une atmosphère adéquate. K2-288 Bb a une température d'équilibre de 226,36 K (-46,79 °C), inférieure à la température de la Terre (255 K, -18 °C), et reçoit moins de lumière de son étoile que la Terre n'en reçoit du Soleil.

### Orbite et rotation
K2-288Bb tourne sur une orbite proche de l'étoile secondaire, la plus petite du système binaire K2-288. Elle orbite tous les 31,393 jours à une distance d’environ 0,164 UA. À titre de comparaison, Mercure, la planète la plus proche de notre soleil, orbite tous les 88 jours à 0,38 UA. Cependant, en raison de la petite taille de son étoile hôte, K2-288Bb se trouve bien dans la zone habitable. Dans le cas peu probable où la planète graviterait autour de l'étoile principale, elle aurait un demi grand-axe de 0,231 UA et se situerait également dans la zone habitable. K2-288Bb est probablement en rotation synchrone autour de son étoile et de fait verrouillée gravitationnellement, quelle que soit l'étoile autour de laquelle elle orbite; un côté de la planète ferait face à l’étoile hôte de façon permanente, tandis que l’autre côté serait toujours tourné vers le point opposé.

### Étoiles hôtes
K2-288Bb est située dans un système binaire composé de deux naines rouges. La composante primaire, K2-288A, représente 52% de la masse et 45% du rayon du Soleil, tandis que la secondaire, K2-288B, représente 33% de la masse et 32% du rayon solaire. Elles sont beaucoup plus froides et leur luminosité plus faible que le Soleil, avec des températures de 3584 K et 3341 K, et sont 0,03236 et 0,0123 fois plus lumineuses que le Soleil, qui a une température de 5778 K. Les deux étoiles sont également assez pauvres en métal, possédant une métallicités de -0,29 [Fe/H] pour la composante primaire et -0,21 [Fe/H] pour la secondaire. En comparaison, le Soleil a une métallicité de 0,00 [Fe/H]. K2-288A et K2-288B gravitent autour de leur centre de gravité à une distance de 55 UA, soit environ six fois la distance qui sépare Saturne du Soleil.

### Habitabilité potentielle
On ignore si K2-288Bb est capable de supporter la vie. D'une part même si elle se situe probablement bien dans la zone habitable de son étoile — avec une température d'équilibre tempérée d'environ 226 K — en raison de son rayon situé dans l'intervalle de Fulton, il existe une incertitude significative sur sa composition : K2-288Bb pourrait être un monde potentiellement habitable, rocheux ou riche en eau, mais pourrait aussi bien être une planète gazeuse hostile.